# Famille Gratry
 (août 2017).
La famille Gratry est une famille d'industriels originaire du Nord de la France, puis de Belgique et de Suisse, connue depuis le XVIe siècle. 
Ses premiers représentants sont attestés en France au XVIe siècle, entre Villeneuve-la-Guyard et Bourmont (actuelle Champagne-Ardenne). 
Plusieurs représentants de la famille Gratry deviennent belges au XIXe siècle, le plus fameux étant le général Guillaume Auguste Gratry, ministre de la guerre du roi Léopold II.  
Cette famille fut particulièrement présente dans l'industrie du textile avec la Société anonyme des établissements Gratry, fondée en 1896 à Lille, au capital social de 10.000.000 de francs (en 1928), et dont l'activité principale était le tissage à Halluin et Hellemmes (Nord), Morestel (Isère), avec des représentations à Lille, Paris, Lyon, Bordeaux, Marseille, Rouen, Nancy, Strasbourg, Flers de l’Orne, Alger, Oran, Halluin, et au début du XXe siècle avec des comptoirs coloniaux à Tananarive, Hanoï, Tourane, Oudjda, Casablanca, Fez, Marrakech, etc.
On trouve durant la seconde moitié du XXe siècle les Établissements sud-américains Gratry, basés en Belgique.
Elle est aujourd'hui encore représentée avec Gratry Development, entreprise de développement immobilier basée à Genève, Suisse, et Gratry & Co, société de gestion financière ayant un portefeuille de plus d'un milliard de dollars US, basée à Cleveland, Ohio, États-Unis d'Amérique.

## Personnages célèbres
- Alphonse Gratry, restaurateur de l'Oratoire de France, et ancien directeur du Collège Stanislas, académicien,
- Guillaume Auguste Gratry, général, ministre de la Guerre du gouvernement Frère-Orban II,
- Alexandre Charles Auguste Jean Gratry, général, en l'honneur duquel a été baptisée la rue du Général Gratry à Schaerbeek,
- Marguerite de Bayser-Gratry, sculptrice.

## Lieux
- Château Gratry, à Halluin
- Manoir d'Ango, à Varengeville-sur-Mer

## Alliances
La famille Gratry a contracté des alliances dans les familles: de Bayser, Burrus, de Rougé, Bolton (dynastie de politiciens américains), ...

## Sources
- (en) « Confluence Investment Management », sur Confluence Investment Management (consulté le 18 janvier 2024)
- http://www.gdsa.ch
- http://www.gratry.ch